# Долина волков: Ирак
«Долина волков: Ирак» (тур.  Kurtlar Vadisi: Irak) — боевик режиссёра Сердара Акара о группе турецких спецназовцев, которая прибыла в Ирак для мести американцам.
Мировая премьера фильма состоялась 31 января 2006 года. Фильм основан на реальных событиях: 4 июля 2003 года подразделение американских войск вторглось на секретную турецкую базу на территории Ирака, на которой находилось всего одиннадцать человек.

## Сюжет
Фильм основан на реальных событиях. 4 июля подразделение американских войск вторглось на секретную турецкую базу, на которой находилось всего одиннадцать человек. Турецкие солдаты предполагали, что это всего лишь дружеский визит со стороны союзников, но всё оказалось далеко не так. Для американцев они это единственная сила в регионе и в тот день одиннадцать турецких солдат были депортированы с капюшонами на головах, без уважения их чести и достоинства и на глазах местных жителей.
Их начальник, лейтенант Сулейман Аслан, не может выдержать такого позора и кончает жизнь самоубийством. В своей предсмертной записке он обращается к своему старому другу, опытному агенту турецких спецслужб Полату Алемдару. Полат не может не выполнить последнюю волю своего друга и отправляется в Северный Ирак, чтобы найти людей, погубивших его честь и вынудивших расстаться с жизнью. То, что он увидел там, разительно отличалось от ситуации, описываемой новыми американскими властями, потрясло его до глубины души.
Виновником позора Сулеймана и многих других преступлений против человечности оказывается командир специальных подразделений американских войск Сэм Уильям Маршалл. Путь Полата пересекается с одной из многочисленных жертв Маршалла, молодой девушкой Лейлой, и в своих поисках справедливости и возмездия они готовы пойти до конца.

## В ролях
| Актёр           | Роль                       |
| --------------- | -------------------------- |
| Неджати Шашмаз  | Полат Алемдар              |
| Гюркан Уйгун    | Мемати Баш                 |
| Кенан Чобан     | Абдулхей Чобан             |
| Эрхан Уфак      | Гюллю Эрхан                |
| Бергюзар Корель | Лейла                      |
| Билли Зейн      | Сэм Уильям Маршалл         |
| Диего Серрано   | Данте - помощник Сэма      |
| Гэри Бьюзи      | доктор, торгующий органами |
| Спенсер Гаррет  | Джордж Балтимор, журналист |
| Тито Ортис      | американский командир      |